# 复兴镇 (湄潭县)
复兴镇，是中华人民共和国贵州省遵义市湄潭县下辖的一个乡镇级行政单位。

## 行政区划
复兴镇下辖以下地区：
复兴社区、复兴村、大桥村、两路口村、高岩村、随阳山村、观音阁村、七里坝村、新金龙村、茅台村、杨家坪村和湄江湖村。